# 백그라운드 인텔리전트 전송 서비스
백그라운드 인텔리전트 전송 서비스(Background Intelligent Transfer Service, BITS)는 윈도우 XP 이상의 운영 체제의 한 구성 요소로서, 유휴 네트워크 대역을 이용하여 기기 간 비동기, 우선 순위 지정, 스로틀링 처리를 지원하는 파일 전송을 용이케 해준다. 최근 버전의 윈도우 업데이트, 마이크로소프트 업데이트, 윈도우 서버 업데이트 서비스, 시스템 센터 구성 관리자가 클라이언트에 소프트웨어 업데이트를 전달하기 위해, 또 마이크로소프트의 안티바이러스 스캐너인 마이크로소프트 시큐리티 에센셜(윈도우 디펜더의 나중 버전)이 서명 업데이트를 페치하기 위해, 또 마이크로소프트의 인스턴트 메신저 제품들이 파일을 전송하기 위해 사용되고 있다. BITS는 컴포넌트 오브젝트 모델(COM)을 통해 노출되어 있다.

## 같이 보기
- 윈도우 구성 요소 목록